# Augusto Sola
Augusto Sola (Buenos Aires, Argentina, 12 de septiembre de 1949 ) es un médico pediatra, neonatólogo, y académico argentino y estadounidense.

## Biografía
Nació en Argentina el 12 de septiembre de 1949. Realizó sus estudios en el Instituto Esquiú, para continuar así con sus estudios como médico en la Universidad de Buenos Aires en 1973. Se especializó en pediatría, por parte de la Universidad de Massachusetts y en medicina perinatal-neonatal en el Instituto de Investigación Cardiovascular de la Universidad de California, San Francisco. En 1983, comenzó a profundizar dentro del área de la neonatología y enfermería; paralelo a un interés en la academia y enseñanza. En ese mismo año, se desempeñó como jefe de la división de neonatología en el  Hospital de Clínicas de Buenos Aires. De tal forma, el Dr. Sola comenzó con la organización de diversos seminarios y conferencias de carácter nacional e internacional. 
En los años posteriores, se desarrolló fuertemente su labor académica. En 1988, desempeñó como profesor titular de la  Facultad de Medicina de la Universidad de Buenos Aires; y en 1991 regresó a los Estados Unidos a desempeñar su cargo como Director Clínico en la Universidad de California,  San Francisco. En años posteriores, ejerció como director de la división de neonatología en el Cedars-Sinai Medical Center, así como profesor de la  Universidad de California en Los Ángeles (UCLA) y en la Universidad Emory, en Atlanta. En el año 2006, inició su trabajo como profesor de neurociencias en la Universidad de Medicina y Odontología de Nueva Jersey.
En la actualidad funge como director general de la Sociedad Iberoamericana de Neonatología (SIBEN), vicepresidente de temas médicos en educación e investigación neonatal en Masimo (Irvine, California) y como Profesor Adjunto de Epidemiología y Salud Comunitaria en la School of Health Sciences and Practice, New York Medical College.

## Publicaciones
Dentro de las publicaciones del Dr. Augusto Sola, destacan más 140 artículos en revistas científicas indexadas, así como veinticinco libros y manuales de la especialidad, y más de 350 capítulos en libros de pediatría y neonatología. A continuación se listan algunos de ellos.

### Artículos y manuales
- Sola, A. (2007) Turn off the lights and the oxygen, when not needed:  phototherapy and oxidative stress in the neonate.  JPediatr (Rio J);83 (4):293-296
- Bouzas, L. Bauer, G. Novali, L. Dilger, A. Galina, L. Falbo, J, Díaz. González, L. Manzitti, J. Sola, A. (2007) Retinopathy of prematurity in the XXI century in a developing country: an emergency that should be resolved. An Pediatr (Barc);66(6):551-8
- Sáenz, P. Brugada, M. de Jongh, B. Sola, A. Torres, E. Moreno, L. Vento, M. (2011) A survey of intravenous sodium bicarbonate in neonatal asphyxia among European neonatologists: gaps between scientific evidence and clinical practice. Neonatology;99(3):170-6.
- Sola, A. Saldeño, YP. Favareto, V. (2008) Clinical practices in neonatal oxygenation: where have we failed? What can we do? J Perinatol; 28 Suppl 1:S28-34.
- Lemus Varela,  ML. Sola, A. (2011) Toxicity of local application of a mixture of anesthetics: Lidocaine and prilocaine cream in an experimental model. Journal of Neonatal-Perinatal Medicine 4  333–339.
- Fajardo, C. González, S. Zambosco, G. Cancela, M. Forero, L. Venegas, M. Baquero, H. Lemus-Varela, L. Kattan, J. Wormald, F. Sola, A. Lantos, J. (2012) End-of-life, death and dying in neonatal intensive care units in Latin America. Acta Paediatr; 101(6):609-613.
- Zenobi-Piasek, C. Van-Bel, F. Sola, A. (2014) Perfusion Index in Newborn Infants: A non-invasive tool for neonatal Monitoring. ActaPaediatr; 103(5):468-73
- Zapata, J. Jairo-Gómez, J. Araque-Campo, R. Matiz-Rubio, A.  Sola, A. (2014) A Randomized Controlled Trial of Automated Oxygen Delivery in Preterm Neonates Receiving Supplemental Oxygen without Mechanical Ventilation. Acta Pediatrics
- Montes Bueno, MT. Quiroga, A. Rodríguez, S. Sola, A. (2006) Family access to Neonatal Intensive Care Units in Latin America: A reality to improve An Pediatr (Barc); 85(2):95-101.
- Lemus, L. Sola, A y colab. (2014) Consenso Clínico SIBEN: Encefalopatía hipóxico isquémica. EDISIBEN.; 978-1-5323-3451-1
- Sola, A. Fariña, D. Mir, R. y col. (2016) VI Consenso Clínico SIBEN: Detección precoz de enfermedades que cursa con hipoxemia neonatal mediante el uso de pulsiometría. EDISIBEN;978-1-5323-0369-2
- Fariña, D. Mir, R. Lemus, L. Golombek, S. Sola, A. y col. VII Consenso Clínico SIBEN; Displasia Broncopulmonar, 2016 EDISIBEN Paraguay ISBN 978-1-5323-0367-8.
- Fariña, D. Mir, R. Sola, A. y col. VIII Consenso Clínico SIBEN Sospecha de Sepsis Neonatal. EDISIBEN 2018
- Sola, A. Fariña, D. Mir, R. Recomendaciones del Consenso de SIBEN para la Displasia Broncopulmonar. NEOREVIEWS 2018
- Sola, A. Altimier, L. Montes Bueno, MT. Muñoz, CE. Monitorización de SpO2:conceptos básicos de la retinopatía del prematuro y de los valores de saturación de oxígeno (volviendo a las bases). Critical Care Nursing Clinics of North America 2023
- Montes Bueno, MT. Muñoz, CE. Rodríguez, S. Sola, A. Cuidados al final de la vida en unidades de cuidado intensivo neonatal de Iberoamérica: una mirada desde la perspectiva de enfermería. Anales de Pediatría. 2023

### Libros y Capítulos
- Sola, A. Urman, J. (1987) Cuidados neonatales INTENSIVOS: fisiopatología y terapéutica. Científica Interamericana, Argentina. ISBN 9509428078, ISBN 9789509428072
- Sola, A. Rogido, M. (2000) Cuidados neonatales Científica Interamericana, Argentina. ISBN 89872427570-4
- Sola, A. (2009) Diálogos en neonatología;. ISBN 9789872427597; Edimed, Argentina.
- Sola, A. (2011) Cuidados neonatales: Descubriendo la vida de la ONU Recien Nacido. Editorial Edimed, Argentina. ISBN 9789872530341
- Diaz G, Sandoval J, Sola A. (2011) Hipertension pulmonar en niños. ISBN 9789588379357. Distribuna, Colombia.
- Sola, A. (2013) Un Compendio de Cuidados Intensivos neonatales”. Editorial Edimed, Argentina. ISBN 978-987-28711-6-1.
- Sola, A. Zenobi-Piasek, C. (2014) “Neofarma SIBEN: Drugs in Neonatology” Intersistemas, Mexico SIBEN. ISBN 978-607-443-481-1
- Ortiz, J. Lara, G. Sola, A. (2015) Infectología Perinatal y Neonatal. EDISIBEN. México; ISBN 7980908646974
- Sola, A. Golombek (2017) Cuidando Recién Nacidos a la Manera de SIBEN,Tomo I, EDISIBEN, Santa Cruz, Bolivia ISBN 6799578379746.
- Sola, A. (2017) ¿Qué nos enseñan las familias de los Recién Nacidos Enfermos? EDISIBEN ISBN 9781532334535
- Montes Bueno M.T., Cardetti M. , Sola A. (2019) Procedimientos y Técnicas en Neonatología a la manera de SIBEN, EDISIBEN  ISBN 978-1-7923-1601-2
- Sola, A, Cardetti M. (2019) Neofarma. Fármacos en Neonatología vol. 2. ISBN 978-1-7923-1602-9

- Comparison of Ventilators; en Essentials Of Neonatal Ventilation Elsevier Oxygen Saturation in the Neonatal Period; NEONATOLOGY, Springer International. DOI 19.1007/9783319185922911
- Oxygen Management: Concerns About Both Hyperoxia and Hypoxia in Neonates During Critical Care and Intraoperatively; en Essentials of Anesthesia for Infants and Neonates, Cambridge University Press
- Oxygenation, Oxygen Saturation, Retinopathy of Prematurity and other Hyperoxia Related Damage in Newborn Infants: A Return to the Basics en Newborn Medicine Textbook, New Dehli India.

## Distinciones
Entre las distinciones que ha recibido el Dr. Augusto Sola, se encuentra.
- Premio Christopherson de la Academia Americana de Pediatría. por sus contribuciones a la salud neonatal.
- Premio Braden E. Griffin M.D. Lectureship, otorgado por la Universidad de Massachusetts.
- Premio Dr. Cicely Williams del Centro Colaborativo Perinatal de la OMS por sus contribuciones a la salud infantil internacional.
- Profesor Honoris Causa por parte de la  Universidad de la República Oriental de Uruguay
- Premio Dra. Stella De Silva por parte de la Asociación Pediátrica de Sri Lanka.
- Profesor Honorario Distinguido, Universidad de La Habana, Cuba
- Premio Enrique Barnet de la Dirección de Salud Pública, Cienfuegos, Cuba
- Ciudadano Ilustre, Legislatura de la Provincia de Córdoba, Argentina
- Pioneer Award (Premio al Pionero en Nenonatología) 2020, de la Academia Americana de Pediatría

Del mismo modo, aparece también listado en  Who's who America  en el año 2008 por sus logros profesionales.

## Afiliaciones
Entre las diversas sociedades, academias y comités científicos donde se encuentra afiliado, destacan:
- American Pediatric Society
- American Academy of Pediatrics
- Academia de Ciencias de Nueva York
- European Society for Pediatric Research
- Society for pediatric research (USA)